# Monolepta ogloblini
Monolepta ogloblini es una especie de insecto coleóptero de la familia Chrysomelidae.
Fue descrita científicamente en 1946 por Papp.